# Biografielijst El

## El
- Layla El (1978), Engels danseres, model en professioneel worstelaarster

## Ela

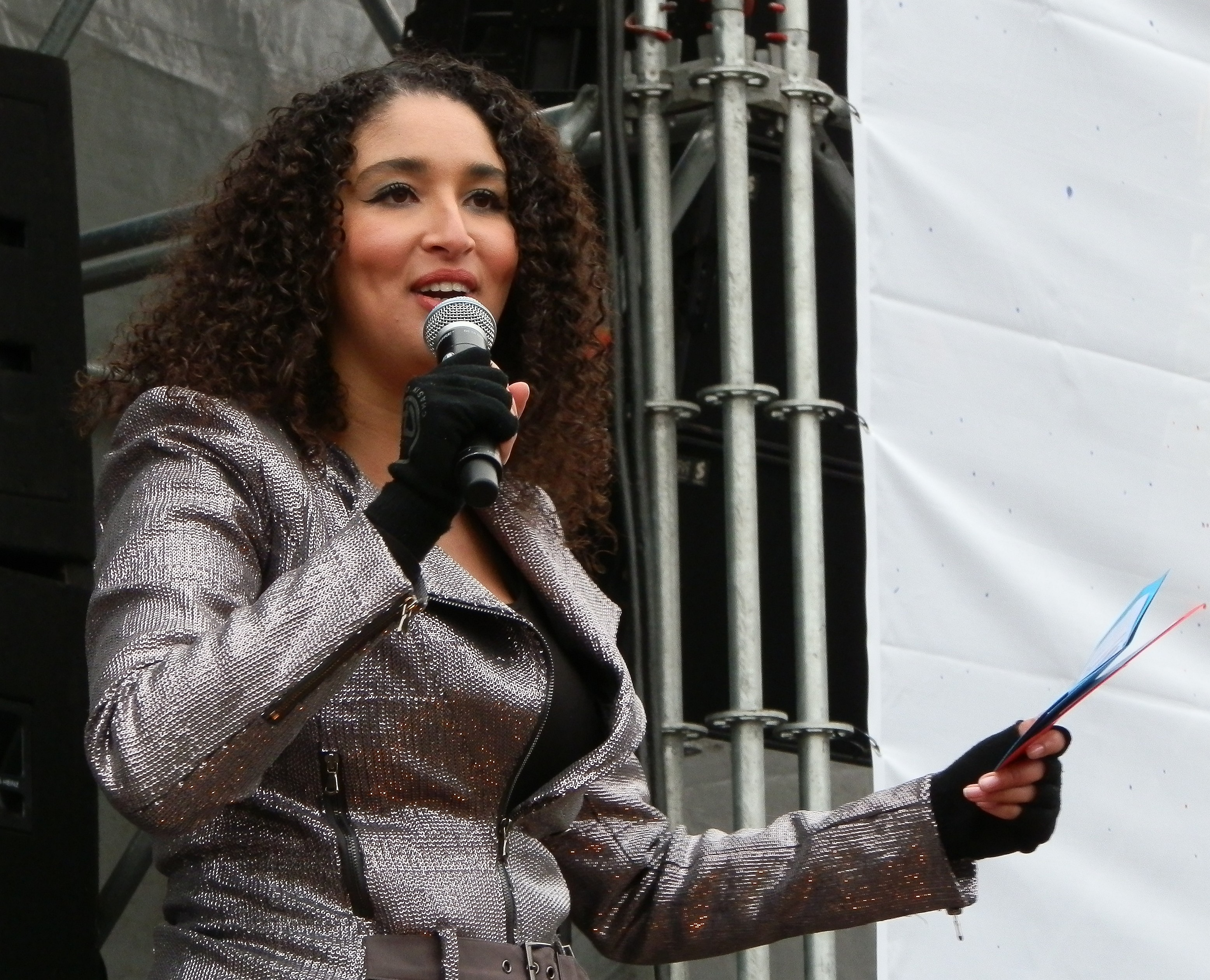
Soundos El Ahmadi

- Ela, koning van Israël (877-876 v.Chr.), volgens Hebreeuwse Bijbel
- Najib El Abbadi (1981), Belgisch-Marokkaans voetballer
- Charles Elachi (1947), Libanees wetenschapper
- Elagabalus, pseudoniem van Marcus Aurelius Antoninus, (ca. 203-222), Romeins keizer
- el Agujetas, pseudoniem van Manuel de los Santos Pastor, (1939), Spaans flamencozanger en componist
- Karim El Ahmadi Arrousi (1985), Nederlands-Marokkaans voetballer
- Soundos El Ahmadi (1981), Nederlands actrice, presentatrice en stand-upcomédienne van Marokkaanse komaf
- Driss El Akchaoui (1983), Nederlands voetballer
- Youssef El Akchaoui (1981), Nederlands-Marokkaans voetballer
- Daniel Frank Elam (1918-1944), Amerikaans luchtmachtofficier en geridderde
- Elam, zoon van Sem (Hebreeuwse Bijbel)
- Keith Edward Elam, bekend als Guru, (1961-2010), Amerikaans rapper
- Mohammed Said El Ammouri (1977), Marokkaans wielrenner
- Kornelis Eland (1838-1927), Nederlands militair en politicus
- Leo Eland (1944), Nederlands politicus
- Elano, pseudoniem van Elano Ralph Blumer, (1981), Braziliaans voetballer
- Nabil Elaraby (1935), Egyptisch diplomaat, hoogleraar, rechter en politicus
- Ahmed El Aouad (1971), Frans voetballer
- Youssef El-Arabi (1987), Marokkaans voetballer
- Chemcedine El Araichi (1981), Belgisch voetballer
- Nedda El-Asmar (1968), Belgisch edelsmid van Palestijnse komaf
- Elastinen, pseudoniem van Kimmo Ilpo Juhani Laiho, (1981), Fins hiphop-artiest
- Fatima Elatik (1973), Nederlands politica
- Younes El Aynaoui (1971), Marokkaans tennisser

## Elb
- Idrissa Akuna (Idris) Elba (1972), Engels acteur
- Abdel Rachman El Bacha (1958), Libanees pianist
- Hassan El Bachrioui, Marokkaans voetballer en voetbalcoach
- Hossam El-Badry (1960), Egyptische voetballer en coach
- Brahim El Bahri (1986), Marokkaans voetballer
- Sherif Youssef El Baily (1979), Egyptisch voetballer
- Tito "El Bambino", pseudoniem van Efrain Finez Nevarez, (1981), Puerto Ricaans reggaetón-artiest
- Soufiane El Banouhi (1992), Belgisch voetballer
- Abdullah El Baoudi (1986-2012), Nederlands acteur
- Mohammed el-Baradei (1942), hoofd van het Internationaal Atoomenergie Agentschap (1997-2009)
- Alber Elbaz (1961), Israëlisch modeontwerper
- Lili Elbe, geboren als Einar Wegener, (1886-1931), Deens kunstschilder(es) en transseksueel
- Tsahiagiin Elbegdorzj (1963), Mongolisch politicus en president van Mongolië (2009-)
- Giovane Élber, pseudoniem van Élber Giovane de Souza, (1972), Braziliaans voetballer
- Gerardus Elberink (1825-1897), Nederlands orgelbouwer
- Allel El-Berkani (1958), Algerijns-Belgisch regisseur
- Mohammed El Berkani (1982), Marokkaans-Nederlands voetballer
- Dennis Elbers, Nederlands kunstenaar, conservator en organisator
- Dirk Elbers (1959), Duits politicus
- Ferdinand Elbers (1862-1943), Vlaams mechanicus, vakbondsman en politicus
- Jef Elbers (1947), Belgisch scenarioschrijver, zanger en politiek activist
- Stanley Elbers (1992), Nederlands voetballer
- Stanley Elbers (1992), Nederlands voetballer
- Bert Elbertsen (1967), Nederlands organist
- Naima El Bezaz (1974), Marokkaans-Nederlands schrijfster
- Khalid El Boumlili (1978), Marokkaans atleet
- Faouzi El Brazi (1977), Marokkaans voetballer
- Joannes Gommert (Jan) Elburg (1919-1992), Nederlands dichter

## Elc
- Juan Sebastián Elcano (ca. 1486-1526), Spaans ontdekkingsreiziger
- Ibson Dana (Dana) Elcar (1927-2005), Amerikaans acteur
- El Chapo, pseudoniem van Joaquín Guzmán Loera, (1954), Mexicaans drugsbaron
- Mark Elchardus (1946), Vlaams hoogleraar sociologie
- Gustav Sabac-el-Cher (1868-1934), Duits componist, dirigent, arrangeur en trombonist
- Omar El-Cherif, pseudoniem van Michel Demitri Shalhoub, (1932), Amerikaans filmacteur en bridgespeler

## Eld

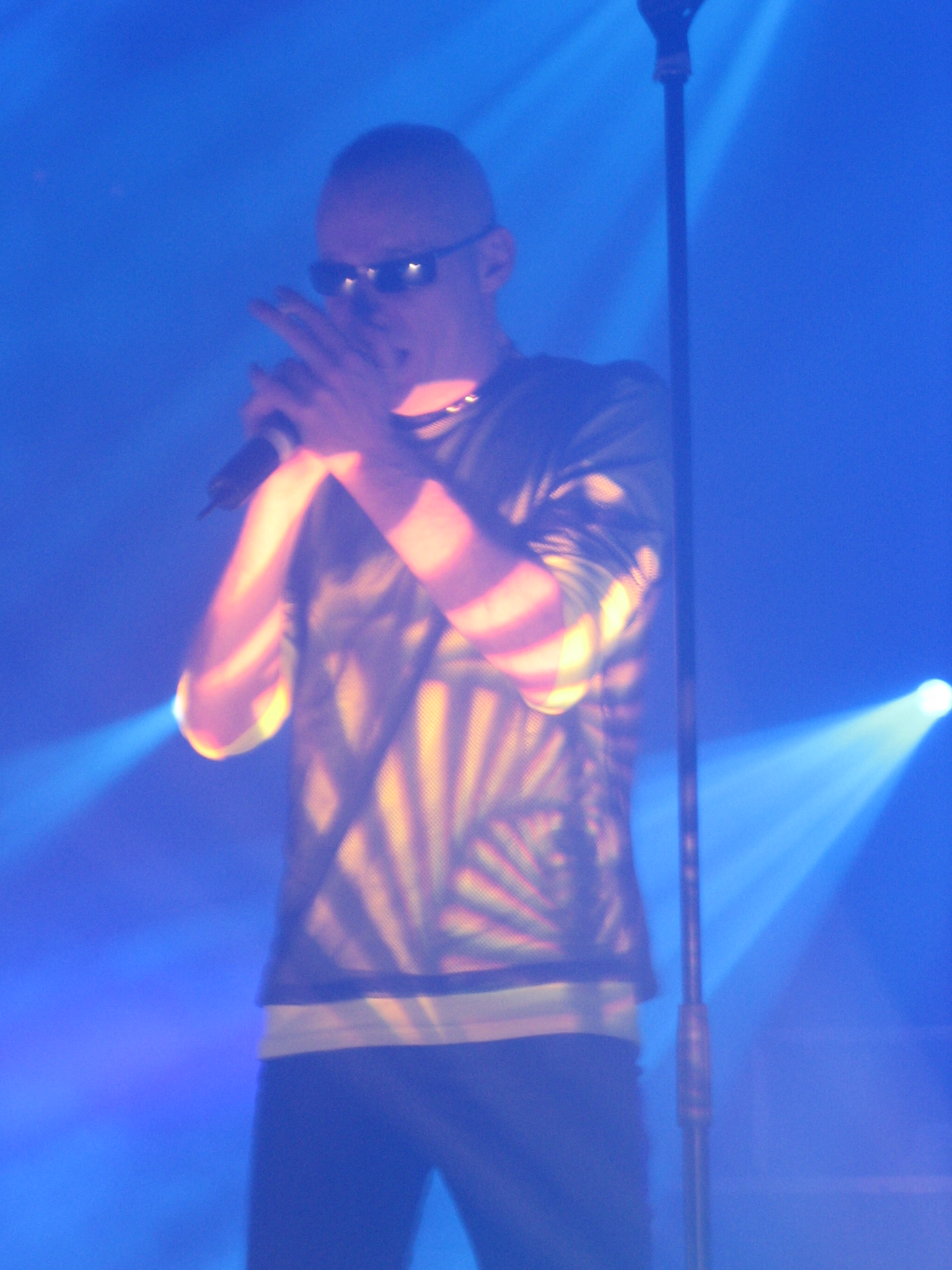
Andrew Eldritch

- Ronald Jason (Ron) Eldard (1965), Amerikaans acteur
- Edgar Elder (1923-1995), Amerikaans autocoureur
- Troy Elder (1977), Australisch hockeyspeler
- Alexander van Renesse van Elderen (ca. 1620-1658), Nederlands adellijk heer
- Harry van Elderen (1923-2000), Nederlands voetballer
- Nico van Elderen, Nederlands voetballer
- René van Renesse van Elderen (1580-1637), graaf van Warfusée, burggraaf van Montenaken en heer van Gaasbeek
- Catharina (Cato) Elderink (1871-1941), Nederlands schrijfster en dichteres
- Fons Elders (1936), Nederlands hoogleraar
- Leo J. Elders (1926), Nederlands Thomist, priester van het Gezelschap van het Goddelijk Woord en professor filosofie
- Tara Johanna Elders (1980), Nederlands actrice
- Jan Albertus van Zelm van Eldik (1913), Nederlands ambtenaar
- Teunis Thomas (Theo) van Eldik (1958), Nederlands beeldhouwer
- Kristján Eldjárn (1916-1982), president van IJsland. (1968-1980)
- Niles Eldredge (1943), Amerikaans paleontoloog en evolutiebioloog
- David Roy (Roy) Eldridge (1911-1989), Amerikaans trompettist
- Andrew Eldritch, pseudoniem van Andrew William Harvey Taylor, (1959), Brits zanger

## Ele

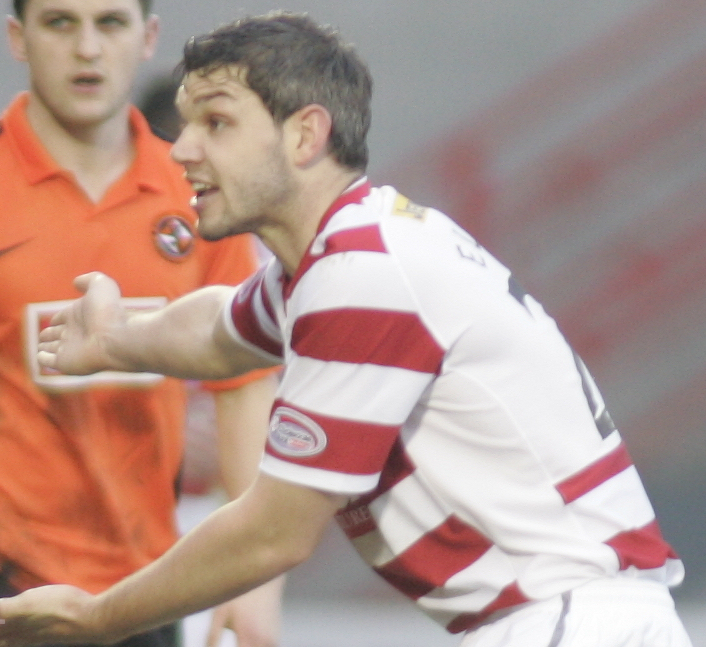
David Elebert

- Zeno van Elea (ca. 490-ca. 430 v.Chr.), Grieks filosoof
- Eleazar, zoon van Aäron, hogepriester van de Israëlieten (Hebreeuwse Bijbel)
- David Elebert (1986), Iers voetballer
- Carmen Electra, pseudoniem van Tara Leigh Patrick, (1972), Amerikaans actrice
- Eleftheria Eleftheriou (1989), Grieks-Cypriotisch zangeres
- Bobsam Elejiko (1981), Belgisch voetballer van Nigeriaanse afkomst
- Attila Elek (1982), Hongaars kunstschaatser
- György Elek (1984), Hongaarse kunstschaatser
- Christian Eleko Botuna (1950-2007), Congolees voetballer en politicus
- Jacob Elema (1872-1950), Nederlands hoogleraar
- Elemund (+548), koning der Gepiden
- Jan Cornelis Elen (1774-onbekend), Zuid-Nederlands verzetsstrijder
- Daniel Elena (1972), Mongaskisch navigator
- Elena María Isabel Dominica de los Silos de Borbón y Grecia van Spanje (1963), infanta van Spanje en hertogin van Lugo
- Elena Paulowna van Rusland (1807-1873), Russisch grootvorstin
- Elena van Roemenië (1950), dochter van de Roemeense koning Michaël I en diens echtgenote Anne
- Erika Eleniak-Goglia (1969), Amerikaans Playboy Playmate en actrice
- Eleonora Helena van Portugal (1436-1467), koningin-gemalin van het Heilige Roomse Rijk (1452-1467) en aartshertogin-gemalin van Oostenrijk (1457-1467)
- Eleonora Maria Josefa van Oostenrijk (1653-1697), Koningin van Polen (1670-1673)
- Eleonora Urraca van Castilië (1374-1455), koningin van Aragón (1412-1416) en Gravin van Alburquerque
- Eleonora van Aquitanië (1121-1204), koningin van Frankrijk en van Engeland
- Eleonora van Castilië (1241-1290), koningin van Engeland (1272-1290), Gravin van Ponthieu (1279-1290)
- Eleonora van Castilië (1307-1359), koningin van Aragón (1329-1336)
- Eleonora van Castilië (1362-1416), koningin-gemalin van Navarra (1387-1416)
- Eleonora van Engeland (1162-1214), koningin van Castilië (1170-1214)
- Eleonora van Engeland (1318-1355), Engels regentes
- Eleonora van Habsburg (1498-1558), koningin van Portugal (1516-1521) en Koningin-gemalin van Frankrijk (1530-1547)
- Eleonora van Oostenrijk (1534-1594), aartshertogin van Oostenrijk
- Eleonora van Portugal (1328-1348), Portugees prinses en koningin van Aragón (1347-1348)
- Eleonora van Sicilië (1325-1374), koningin van Aragón
- Eleonora van Toledo (1522-1562), Italiaans beschermvrouwe van de nieuwe Jezuïetenorde
- Eleonora van Trastámara, geboren als Eleonora van Aragón, (1402-1449), Koningin van Portugal (1433-1438)
- Eleonora I van Navarra, pseudoniem van Eleonora van Foix, (1426-1479), Koningin van Navarra (1479)
- Eleonore Caroline Gasparine Louise van Reuss-Köstritz (1860-1917), Duits prinses en tsarina van Bulgarije
- Eléonore Fabiola Victoria Anne Marie van België (2008), prinses van België
- Eleonora Magdalena Theresia van Palts-Neuburg (1655-1720), keizerin van het Heilige Roomse Rijk, aartshertogin-gemalin van Oostenrijk, koningin-gemalin van Bohemen en Koningin-gemalin van Hongarije (1676-1705)
- Eleonore van Solms-Hohensolms-Lich (1871-1937), Duits prinses
- Elephant Man, pseudoniem van O'Neil Morgan Hughlin Bryant, (1975), Jamaicaans dancehallmuzikant
- André-Frédéric Eler (1764-1821), Frans componist en muziekpedagoog
- Sigfrid Karg-Elert (1877-1933), Duits componist, muziekpedagoog, muziektheoreticus, organist en pianist
- Eleuterus (+ca. 189), paus (171/177 - 185/193)
- Myron van Eleutherae (5e eeuw v.Chr.), Grieks beeldhouwer en bronsgieter
- Eleutherius van Doornik (ca. 455-ca. 531), Belgisch bisschop van Doornik en heilige
- Jan Egberts Eleveld (1900-1936), Nederlands politicus en drankbestrijder
- Charles Eley (1902-1983), Brits roeier
- Jovica Elezović (1956), Servisch handballer
- Eli Elezra (1960), Israëlisch pokerspeler

## Elf

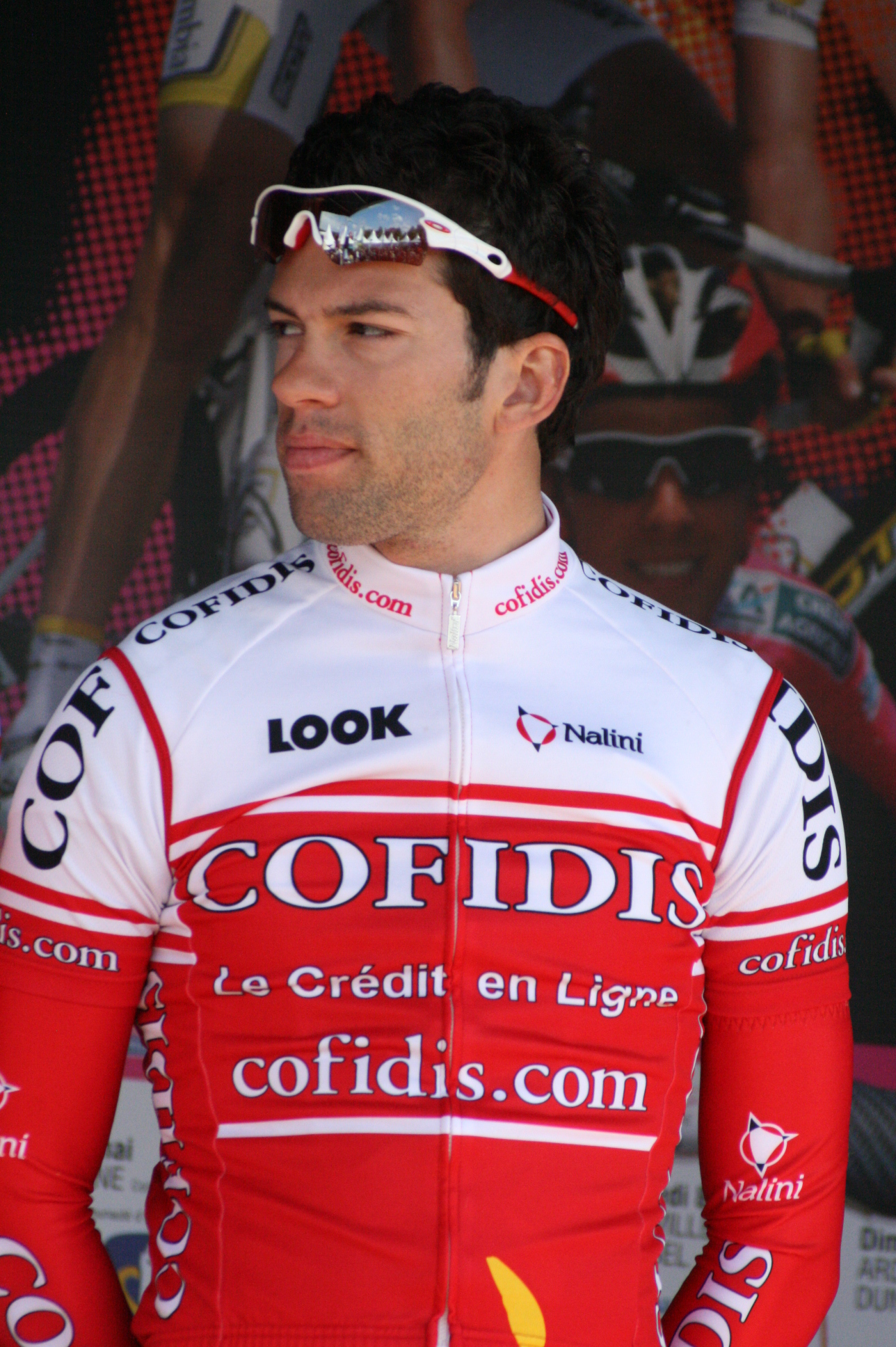
Julien El Fares

- Nouriddin El Fahtni, bekend als Abu Qaqa, (1982), Nederlands terrorist
- Hassan El Fakiri (1977), Noors voetballer
- Amir El Falaki (1973), Deens zanger en dansleraar
- Julien El Fares (1985), Frans wielrenner
- Arjan El Fassed (1973), Nederlands politicus
- Abbas El Fassi (1940), Marokkaans minister-president (2007-heden)
- Esam Abd El Fatah (1965), Egyptisch voetbalscheidsrechter
- Jeroen Elferink (1993), Nederlands meteoroloog en weerpresentator
- Marije Titia Elferink-Gemser (1973), Nederlands wetenschapper en schaatsster en wielrenster
- Leonard Vincent (Leo) Elfers (1946), Nederlands politicus
- Mohamed el-Fers (1950), Nederlands publicist, musicus en filmmaker
- Loek Elfferich (1932-1992), Nederlands onderzoeksjournalist en ambtenaar
- Christiaan Jacob (Chris) Elffers (1926-2015), Nederlands beeldhouwer
- Dirk Cornelis (Dick) Elffers (1910-1990), Nederlands beeldend kunstenaar
- Sara Bergmark Elfgren (1980), Zweeds schrijfster
- Diego el Fillo, pseudoniem van Francisco Ortega Vargas, (1820-1878), Spaans flamenco-zanger
- Pjotr Elfimov (1980), Wit-Russisch zanger
- Bodhi Elfman (1969), Amerikaans acteur
- Daniel Robert (Danny) Elfman (1953), Amerikaans filmcomponist
- Jenna Elfman, pseudoniem van Jennifer Mary Butala, (1971), Amerikaans actrice
- Victor Henry (Vic) Elford (1935-2022), Brits Formule 1-coureur
- Johan Gerard Hendrik (Jan) Elfring (1902-1977), Nederlands voetballer

## Elg

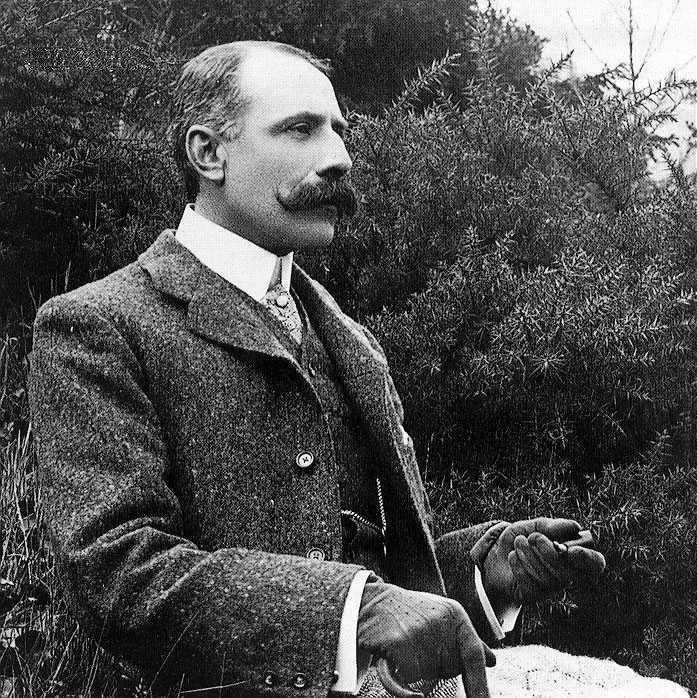
Edward William Elgar

- Samir El Gaaouiri (1984), Nederlands-Marokkaans voetballer
- Mohamed El-Gabas (1987), Egyptisch voetballer
- Rafael el Gallo, pseudoniem van Rafael Gomez Ortega, (1882-1960), Spaans torero
- Hassan El Glaoui (1924-2018), Marokkaans kunstschilder
- Avril Elgar (1932), Engels actrice
- Edward William Elgar (1857-1934), Brits componist
- Frederick John Elgersma, bekend als Fred Eaglesmith, (1957), Canadees singer-songwriter
- Lars Elgersma (1983), Nederlands langebaanschaatser
- Wijbren Elgersma (1896-1960), Nederlands ambtenaar en burgemeester
- Hajjaj El Ghanassy, Marokkaans voetballer
- Yassine El Ghanassy (1990), Belgisch voetballer
- Rachid El Ghazoui, bekend als Appa, (1983), Nederlands rapper van Marokkaanse komaf
- Elgiva (+944), Angelsaksisch koningin en heilige
- Mehdi El Mazouari El Glaoui (1956), Frans acteur
- Ansel Elgort (1994), Amerikaans acteur
- Hicham El Guerrouj (1974), Marokkaans atleet
- Abdelati El Guesse (1993), Marokkaans atleet

## Elh
- Abdelhadi El Hachimi (1974), Marokkaans-Belgisch atleet
- Essam El-Hadary (1973), Egyptisch voetballer
- Adel El Hadi (1980), Algerijns voetballer
- Chahid Oulad El Hadj (1988), Marokkaans-Nederlands kickbokser
- Emily Saïdy de Jongh-Elhage (1946), minister-president van de Nederlandse Antillen (2006-2010)
- Philip Elhage (1982), Curaçaos sportschutter
- Ja’afar Abdul El Hakh (20e eeuw), Sudanees politicus
- Mounir El Hamdaoui (1984), Nederlands voetballer
- Hatem Abd Elhamed (1991), Israëlisch voetballer
- Sabri Saad El Hamus (1957), Egyptisch toneel- en filmacteur
- Nurit Peled-Elhanan (1949), Israëlisch hoogleraar en vredesactiviste
- Soufian El Hassnaoui (1989), Nederlands voetballer
- Driss El Himer (1974), Marokkaans-Frans atleet
- Antoine-François-Marie d'Elhoungne (1782-1857), Belgisch ontvanger van belastingen, advocaat en lid van het Nationaal Congres
- François Ferdinand Hommebon d'Elhoungne (1815-1892), Belgisch politicus en minister

## Eli

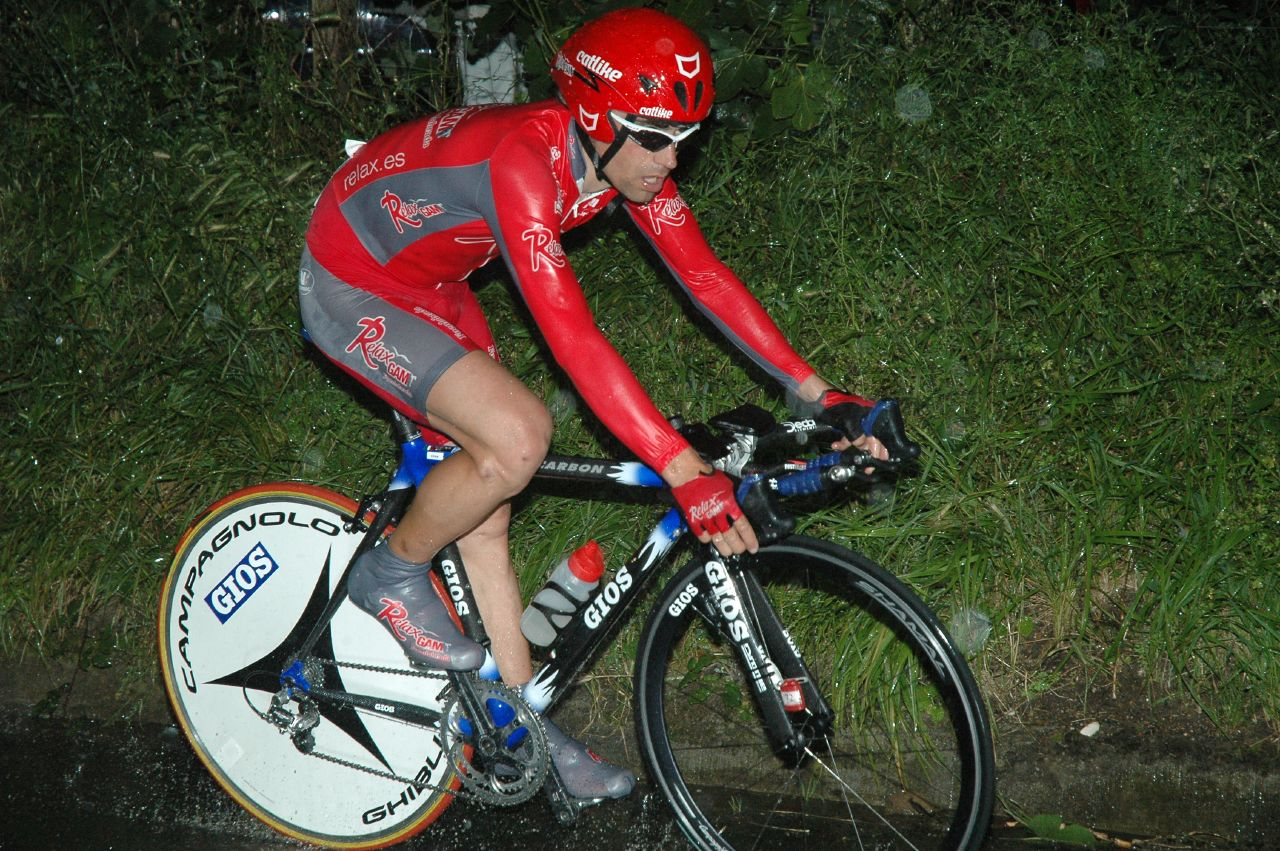
José Miguel Elías Galindo (2007)

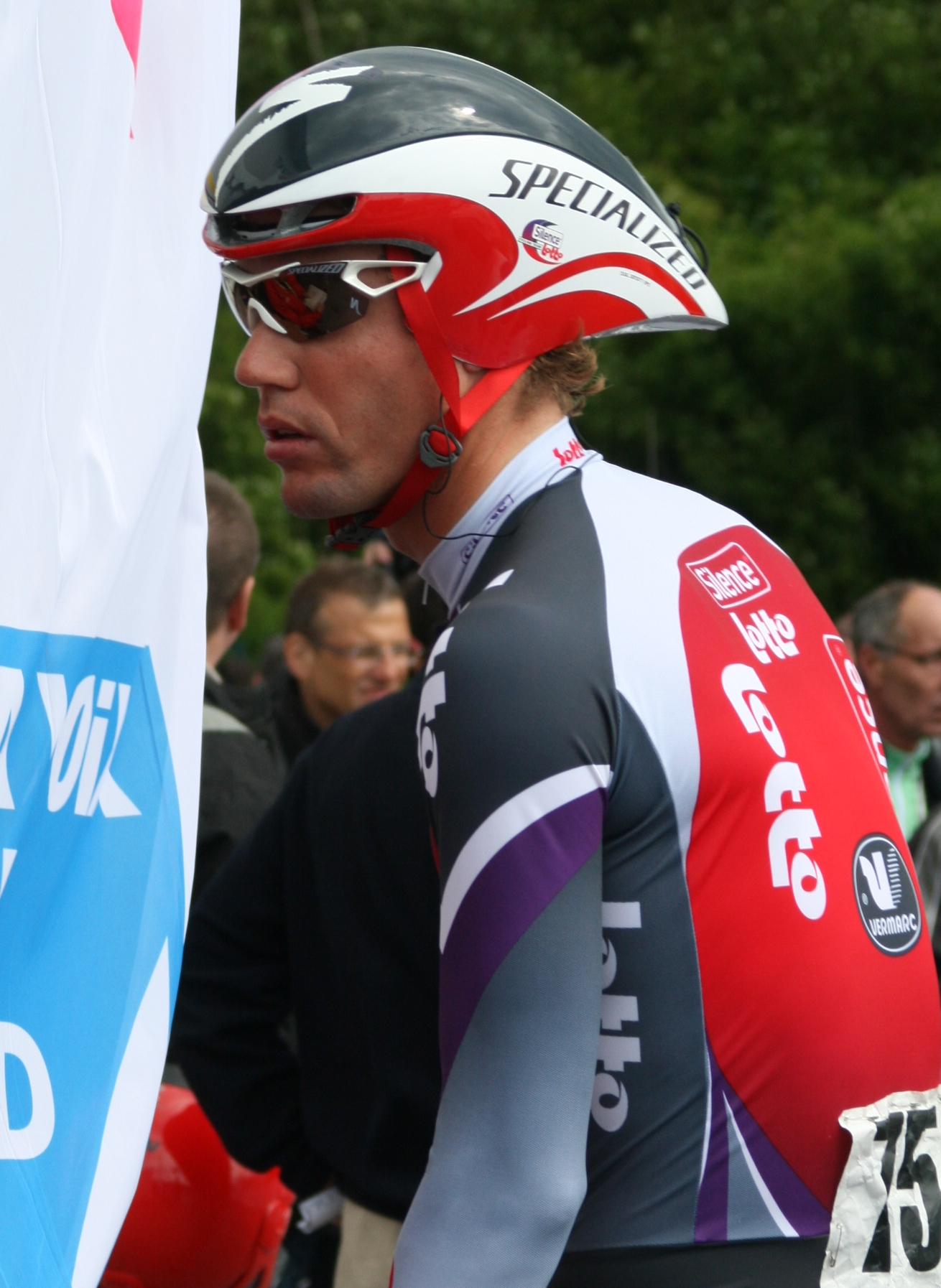
Michiel Elijzen

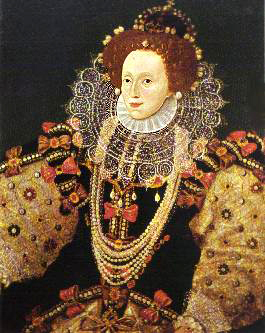
Elizabeth I

- Eli, Joods priester (Hebreeuwse Bijbel)
- Eli I van Maine (+1110), graaf van Maine (1093-1110)
- Antonio Sant'Elia (1888-1916), Italiaans architect
- Elia, profeet (Hebreeuwse Bijbel)
- Eljero George Rinaldo Elia (1987), Nederlands voetballer
- Fabio D'Elia (1983), Liechtensteins voetbalspeler
- Silvia Farina Elia (1972), Italiaans tennisster
- Mircea Eliade (1907-1986), Roemeens-Amerikaans godsdiensthistoricus en schrijver
- Jan-Frans Eliaerts (1761-1848), Belgisch kunstschilder
- Antonio (Toni) Elías Justícia (1983), Spaans motorcoureur
- Bettie Elias (1953), Belgisch schrijfster
- David Willem Elias (1758-1828), Nederlands burgemeester
- Eduard Maurits Elias (1900-1967), Nederlands columnist, journalist en schrijver
- Elias Maria Robert Barlo Pius van Bourbon-Parma (1880-1959), hertog van Parma
- Elias van Cortona (ca. 1180-1253), Italiaans jurist en franciscaan
- Etienne Elias, pseudoniem van Etienne Michiels, (1936-2007), Vlaams kunstschilder
- Guillermo Padrés Elías (1969), Mexicaans politicus en bestuurder
- Hendrik Jozef Elias (1902-1973), Vlaams-nationalistisch politicus, collaborateur met de Duitse bezetter en historicus
- Jorge Antonio Serrano Elías (1945), Guatemalteeks politicus
- José Miguel Elías Galindo (1977), Spaans wielrenner
- Marcos António Elias Santos (1983), Braziliaans voetballer
- Norbert Elias (1897-1990), Duits-Brits socioloog
- Taslim Olawale Elias (1914-1991), Nigeriaans minister, politicus en rechter bij het Internationaal Gerechtshof
- Ton Maarten Christofoor Elias (1955), Nederlands journalist en politicus
- Willem Elias (1950), Belgisch filosoof, docent en publicist
- Grete Eliassen (1986), Noors-Amerikaans freestyleskiër
- Olafur Eliasson (1967), Deens beeldhouwer en installatiekunstenaar van IJslandse komaf
- Abid El Idrissi (1988), Marokkaans voetballer
- Cédric El-Idrissi (1977), Zwitsers atleet
- Hanaa El Idrissi (1987), Marokkaans zangeres
- Romain Elie (1985), Frans voetballer
- Yisroel ben Eliezer (1698-1760), Pools rabbijn
- E-Life, pseudoniem van Elvis de Oliveira, Nederlands rapper
- Mohammed El Ifrani (ca. 1670-ca. 1745), Marokkaans geschiedschrijver
- Eligius (ca. 589-660), Frans goudsmid en heilige
- Michiel Elijzen (1982), Nederlands wielrenner
- Anton Günther Frederik Elimar (Elimar) van Oldenburg (1844-1895), hertog van Oldenburg
- Elinard van Bures (+1148), Vorst van Galilea (1142-1148)
- Eva Elincx (ca. 1535-ca. 1590), Nederlands vrouw met een buitenechtelijke relatie met Willem van Oranje
- Gertrude Belle Elion (1918-1999), Amerikaans farmacologe en Nobelprijswinnares
- Jacob Samuel Cohen (Jacques) Elion (1840-1893), Nederlands medailleur
- George Eliot, pseudoniem van Mary Ann Evans, (1819-1880), Engels schrijfster en dichteres
- John Eliot (ca. 1604-1690), Brits zendeling
- Martha May Eliot (1891-1978), Amerikaans arts
- Thomas Stearns (T.S.) Eliot (1888-1965), Amerikaans-Brits dichter, toneelschrijver en literatuurcriticus
- Elipandus van Toledo (ca. 712-ca. 800), Spaans bisschop en theoloog
- Hippias van Elis (ca. 450 v.Chr.-na 399 v.Chr.), Grieks sofist
- Pyrrho van Elis (ca. 360-270 v.Chr.), Grieks filosoof
- Elisa, profeet (Hebreeuwse Bijbel)
- Elisa Toffoli (1977), Italiaans zangeres
- Subcomandante Elisa, pseudoniem van Maria Gloria Benavides Guevara de Elorriaga, (1955), Mexicaans militaire en activiste
- Elisabet, afstammeling van Aäron, de vrouw van Zacharias, de moeder van Johannes de Doper en de nicht van Maria (Hebreeuwse Bijbel)
- Elisabeth III van Nassau-Hadamar († 1413), abdis van het Sticht Essen (1370-1413)
- Elisabeth Alexandrine Constance van Württemberg (1802-1864), dochter van Henriëtte van Nassau-Weilburg en Lodewijk van Württemberg
- Elisabeth Amalia van Hessen-Darmstadt (1635-1709), prinses van Hessen-Darmstadt en keurvorstin van Palts
- Elisabeth Anne van Pruisen (1857-1895), Pruisisch prinses
- Elisabeth Caroline Mathilde Alexandrine Helena Olga Thyra Feodora Astrid Margrethe van Denemarken (1935), Deens prinses
- Elisabeth Charlotte (Liselotte) van de Palts (1652-1722), Duits prinses, prinses in Beieren, hertogin van Orléans
- Elisabeth Charlotte Alexandra Marie Louise van Hessen-Kassel (1861-1955), Deense prinses
- Elisabeth Charlotte Alfonsa Christina Theresia Antonia Josefa Roberta van Aviano van Oostenrijk (1922-1993), aartshertogin van Oostenrijk
- Elisabeth Christine van Brunswijk-Bevern (1715-1797), Koningin van Pruisen
- Elisabeth Flandrika van Nassau (1577-1642), dochter van Willem van Oranje en Charlotte de Bourbon
- Elisabeth Gabriele Valérie Marie (1876-1965), Belgisch koningin, echtgenote van koning Albert
- Elisabeth Helene von Thurn und Taxis (1903-1976), prinses von Thurn und Taxis
- Elisabeth Henriëtte van Hessen-Kassel (1661-1683), Duits landgravin van Hessen-Kassel en prinses van Brandenburg
- Elisabeth Hilda Zita Marie Anna Antonia Friederike Wilhelmine Louise van Bourbon, bekend als Elisabeth van Luxemburg, (1922-2011), hertogin van Hohenberg
- Elisabeth Ludovika van Beieren (1801-1873), koningin van Pruisen
- Elisabeth Marie Alice Victoria van Hessen-Darmstadt (1895-1903), Duits prinses
- Elisabeth Philippine Marie Hélène van Bourbon, bekend als Elisabeth van Frankrijk, (1764-1794), prinses van Frankrijk
- Elisabeth Thérèse Marie Hélène van België (2001), prinses van België
- Elisabeth van Bourgondië (1439-1483), dochter van Jan van Nevers en Jacoba van Ailly, echtgenote van Johan I van Kleef
- Elisabeth van Brandenburg (1451-1524), hertogin van Württemberg
- Elisabeth van Brunswijk (ca. 1230-1266), dochter van Otto I van Brunswijk. en partner van graaf Willem II van Holland
- Elisabeth van Brunswijk-Lüneburg (1494-1572), prinses van Brunswijk-Lüneburg en hertogin van Gelre
- Elisabeth van de Palts (1618-1680), Duits hoogbegaafd abdis
- Elisabeth van Frankrijk (1602-1644), prinses van Frankrijk en koningin van Spanje
- Elisabeth van Görlitz (1390-1451), hertogin van Luxemburg (1415-1418, 1425-1443)
- Elisabeth van Hannover (1770-1840), Brits prinses
- Elisabeth van Hessen-Marburg (1466-1523), dochter van Hendrik van Hessen-Marburg en Anna van Katzenelnbogen
- Elisabeth van Joegoslavië (1936), prinses van Joegoslavië
- Elisabeth van Leuchtenberg (1537-1579), echtgenote van Jan VI van Nassau-Dillenburg
- Elisabeth van Leiningen (?-1235/38), Duits gravin
- Elisabeth van Nassau (1488-1559), dochter van Jan V van Nassau-Dillenburg en diens echtgenote Elisabeth van Hessen-Marburg
- Elisabeth van Nassau-Dillenburg (1542-1603), zuster van Willem van Oranje
- Elisabeth van Oostenrijk (1554-1592), koningin-gemalin van Frankrijk (1570-1574)
- Elisabeth van Oostenrijk-Hongarije, bekend als Sisi, (1837-1898), keizerin van Oostenrijk en koningin van Hongarije, echtgenote van keizer Frans Jozef
- Elisabeth van Polen (1305-1380), koningin-gemalin van Hongarije (1320-1342)
- Elisabeth van Roemenië (1894-1956), Roemeens prinses en koningin der Hellenen (1922-1924)
- Elisabeth van Rusland, geboren als Elisabeth Petrovna, (1709-1761), tsarina van Rusland (1741-1761)
- Elisabeth van Saksen-Altenburg (1826-1896), prinses van Saksen-Altenburg
- Elisabeth van Selffs (+ca. 1565), Belgisch slachtoffer van de heksenvervolging
- Elisabeth van Thüringen (1207-1231), landgravin van Thüringen en heilige
- Elisabeth van Valois (1545-1568), koningin van Spanje, hertogin-gemalin van Luxemburg, hertogin-gemalin van Brabant en gravin van Vlaanderen (1559-1568)
- Elisabeth van Waldeck († 1385), Duitse adellijke vrouw
- Louise Elisabeth Hermine Erika Pauline (Elisabeth) van Waldeck-Pyrmont (1873-1961),
- Maria Francisca Elisabeth Charlotte Jozefine (Elisabeth) van Savoye-Carignano (1800-1856), prinses van Savoye
- Marie Elisabeth Caroline Victoria (Elisabeth) van Pruisen (1815-1885), Pruisisch prinses
- Elisabeth III van Herford, bekend als Elisabeth van de Palts, (1618-1680), Duits hoogbegaafd abdis
- Elisabeth Amalia van Oostenrijk (1878-1960), prinses van Oostenrijk
- Elisabeth Charlotte van Orléans (1676-1744), dochter van Filips I van Orléans en Elisabeth Charlotte van de Palts
- Elisabeth Francisca Maria van Oostenrijk (1831-1903), aartshertogin van Oostenrijk
- Elisabeth Francisca van Oostenrijk (1892-1930), aartshertogin van Oostenrijk
- Elisabeth Juliana Francisca van Hessen-Homburg (1681-1707), vorstin van Nassau-Siegen
- Elisabeth Marie van Oostenrijk (1883-1963), Oostenrijks aartshertogin
- Elisabeth Marie Auguste van Beieren (1874-1957), koninklijke prinses van Beieren
- Christine Elise McCarthy (1965), Amerikaans actrice
- Ed Elisian (1926-1959), Amerikaans Formule 1-coureur
- Thierry Elissalde (1969), Frans wielrenner
- André Elissen (1960), Nederlands politicus
- Sigurbergur Elísson (1992), IJslands voetballer
- Kenny Elissonde (1991), Frans wielrenner
- Ola Eliu (1990), Tuvaluaans voetballer
- Mordechai Eliyahu (1929-2010), Israëlisch rabbijn
- Elizabeth Angela Marguerite Bowes-Lyon (1900-2002), koningin-gemalin en koningin-moeder van het Verenigd Koninkrijk
- Elizabeth van Lotharingen (1574-1635), dochter van Karel III van Lotharingen en Claudia van Valois
- Elizabeth van York (1466-1503), Brits gemalin van koning Hendrik VII van Engeland
- Maria Elizabeth Maximiliana Ludovica Amalie Franciska Sophie Leopoldine Anna (Elizabeth) van Saksen (1830-1912), Saksisch prinses
- Shannon Elizabeth, pseudoniem van Shannon Elizabeth Fadal, (1973), Amerikaans actrice
- Elizabeth I (1533-1603), koningin van Engeland (1558-1603)
- Elizabeth II Alexandra Mary van het Verenigd Koninkrijk (1926-2022), Brits koningin
- Francisco Elizalde (1932), Filipijns zakenman en sportbestuurder
- Sefafín Vásquez Elizalde (1922-2009), Mexicaans bisschop
- Valentín Elizalde (1979-2006), Mexicaans zanger
- Antonio de Elizalde y La Mar (1795-1862), Ecuadoraans militair
- EliZe, pseudoniem van Elise van der Horst, (1982), Nederlands zangeres en televisiepresentatrice
- Antonio Elizeu de Godoy Vinagre (1945), Braziliaans voetballer
- Héctor Elizondo (1936), Amerikaans acteur
- Horacio Elizondo (1963), Argentijns voetbalscheidsrechter
- Jorge Elizondo (1953), Mexicaanse beeldhouwer
- Rodolfo Elizondo Torres (1946), Mexicaans politicus

## Elj
- Fathi Eljahmi (1941-2009), Libisch politiek dissident
- Pavel Eljanov (1983), Oekraïens schaker
- Tarik El Jarmouni (1977), Marokkaans voetballer
- René Eljon (1953), Nederlands acteur

## Elk
- Ger van Elk (1941), Nederlands kunstenaar
- Hannes van Elk, Persoon uit Nederlandse folklore
- Dov J. Elkabas, bekend als The Prophet, (1968), Nederlands diskjockey
- Ronit Elkabetz (1964-2016), Israëlisch filmregisseuse, scenarioschrijfster en actrice
- Moestafa El Kabir (1988), Nederlands voetballer
- Badr El Kaddouri (1981), Marokkaans voetballer
- Jérémie Elkaïm (1978), Frans filmacteur, regisseur en scenarioschrijver
- Imad El Kaka (1974), Palestijns-Nederlands journalist en woordvoerder
- Zhor El Kamch (1973), Marokkaans atlete
- Elkana, man van Hanna en de vader van Samuel (Hebreeuwse Bijbel)
- Abdelhamid El Kaoutari (1990), Frans voetballer
- Talal El Karkouri (1976), Marokkaans voetballer
- Mustapha El Karouni (1968-2021), Belgisch lid van het Brussels Hoofdstedelijk Parlement
- Ahmed El-Kass (1965), Egyptisch voetballer
- Saïd El Khadraoui (1975), Vlaams politicus
- Rachid El Khalifi (1979), Nederlands-Marokkaans voetballer
- Aziz El Khanchaf (1977), Frans voetballer van Marokkaanse komaf
- Ali El Khattabi (1977), Marokkaans-Nederlands voetballer
- Mohammed Abdelkrim El Khattabi (1882-1963), Marokkaans vrijheidsstrijder
- Abdenasser El Khayati (1989), Nederlands voetballer
- Kilian Elkinson (1990), Bermudaans voetballer
- Preben Elkjær Larsen (1957), Deens voetballer
- Erkaitz Elkoroiribe Cenicaonandia (1972), Spaans wielrenner

## Ell

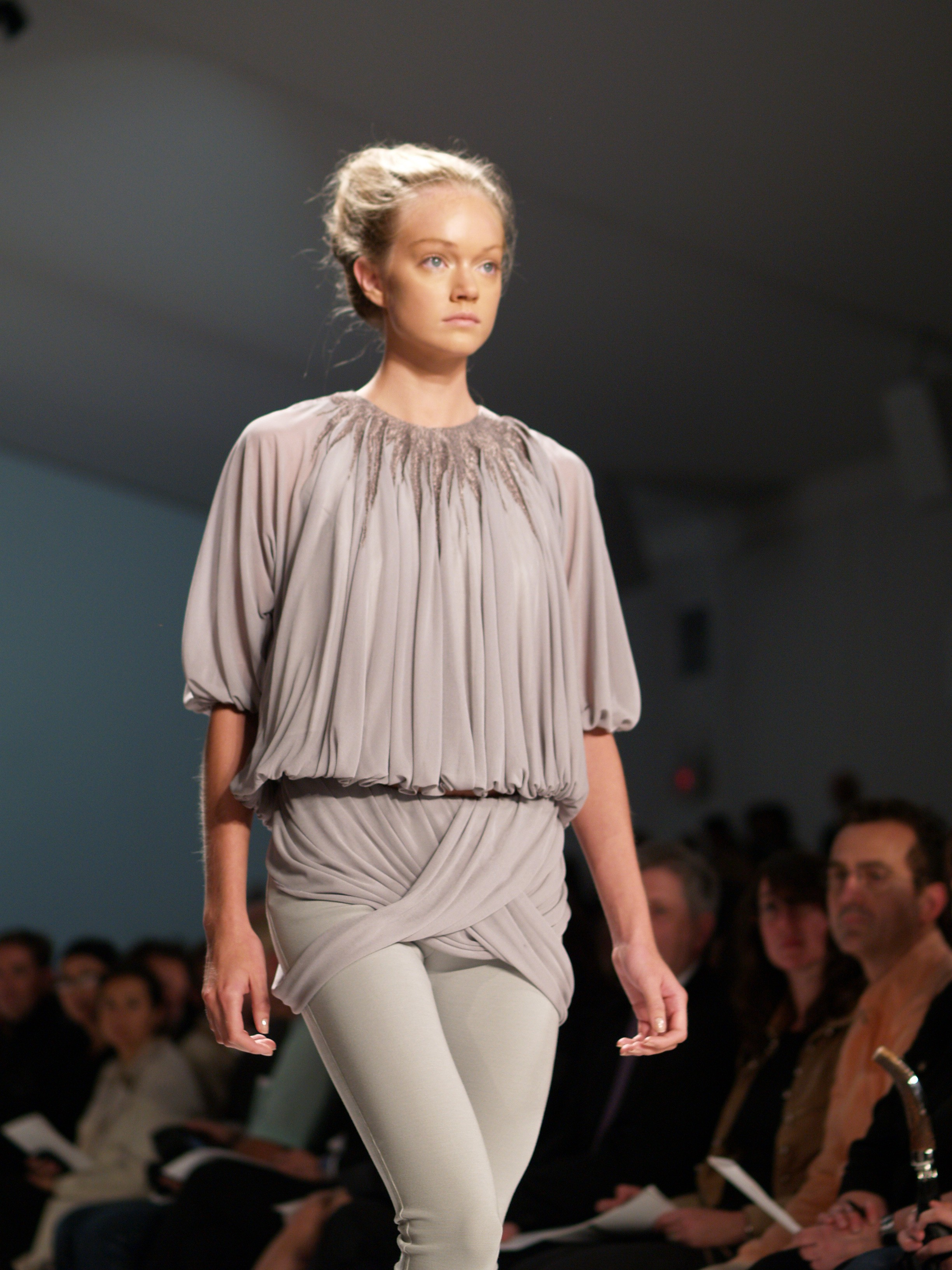
Lindsay Ellingson

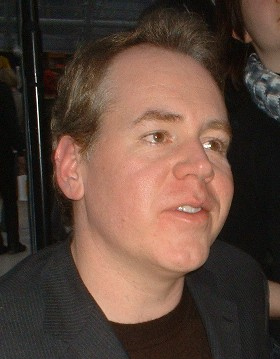
Bret Easton Ellis (2006)

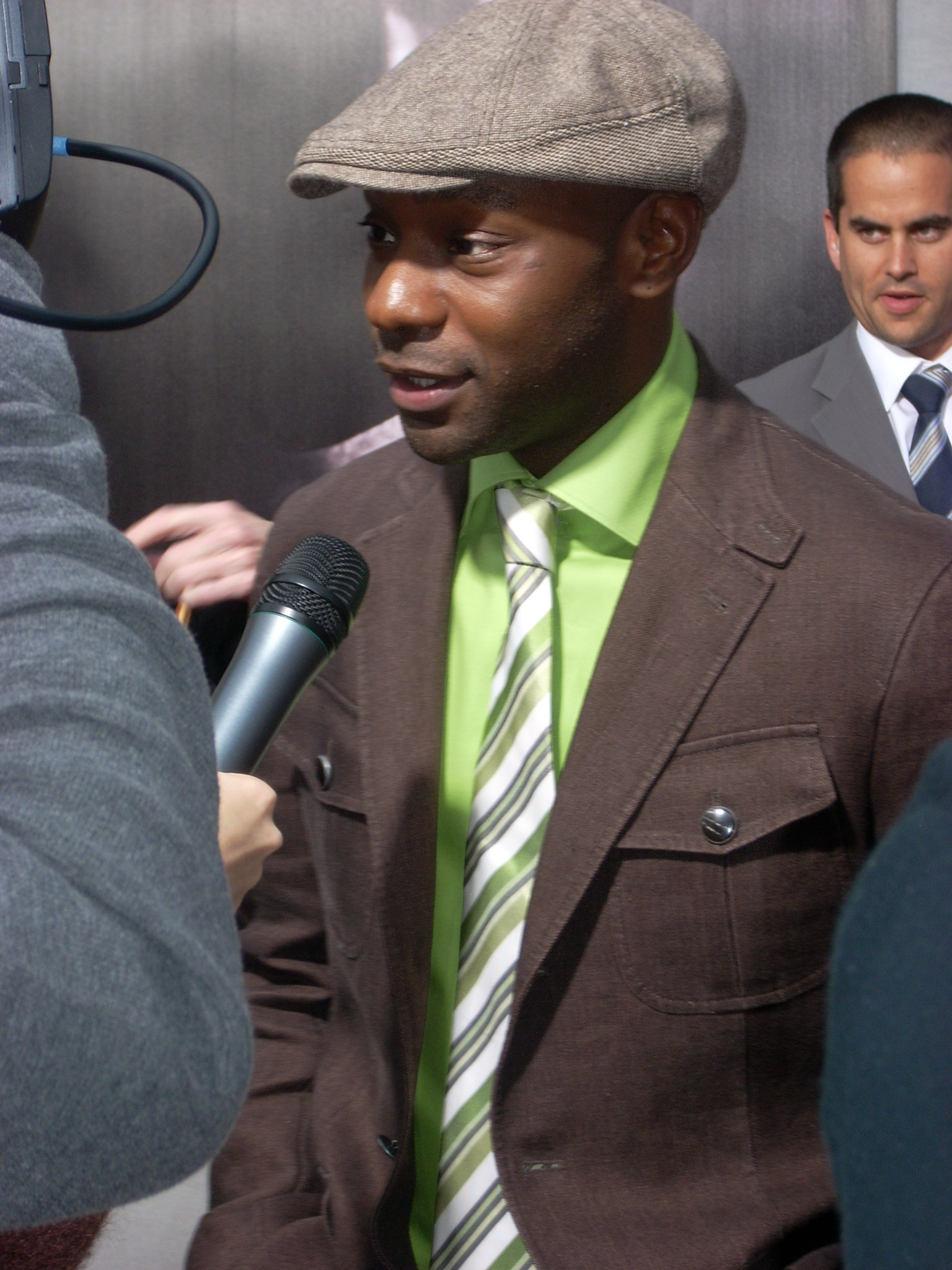
Nelsan Ellis (2009)

- Istvan Ella (1947), Hongaars organist en dirigent
- Ellac (+454), koning der Hunnen (453-454)
- Ole Martin Ellefsæter (1939-2022),  Noors langlaufer en atleet
- Håvard Ellefsen, bekend als Mortiis, (1975), Noors muzikant
- David Warren Ellefson (1964), Amerikaans bassist
- Kevin Stuhr Ellegaard (1983), Deens voetballer
- Thorvald Ellegaard (1877-1954), Deens wielrenner
- Cornelis de Jonge van Ellemeet (1646-1721), Nederlands ontvanger-generaal, pensionaris van Rotterdam en Den Briel
- Willem Cornelis Mary de Jonge van Ellemeet (1811-1888), Nederlands jonkheer en burgemeester
- Willem Cornelis Mary de Jonge van Ellemeet (1914-2009), Commandant der Zeemacht
- Naomi Ellemers (1963), Nederlands sociaal-psychologe en hoogleraar
- Jozef ben Ellemus (1e eeuw v.Chr.), priester uit de Joodse tempel in Jeruzalem
- Lupko Ellen (1953), Nederlands auteur en dichter
- Heinz Ellenberg (1913-1997), Duits ecoloog, botanicus en bioloog
- Merijn Ellenkamp (1985), Nederlands zwemmer
- Anna Marie (Marie) Ellenrieder (1791-1863), Duits kunstschilderes
- Harm Ellens (1871-1939), Nederlands beeldend kunstenaar en ontwerper
- Kie Ellens (1956), Nederlands beeldend kunstenaar
- Coenraad Wolter Ellents (1720-1784), Nederlands regent
- Fabiano Eller dos Santos (1977), Braziliaans voetballer
- Fran Eller (1873-1956), Sloveens dichter en jurist
- Heino Eller (1887-1970), Ests componist en muziekpedagoog
- Paul Ellering (1953), Amerikaans worstelmanager
- Juul Ellerman (1965), Nederlands voetballer
- Wolbert Thomas (Wout) Ellerman (1936-1997), Nederlands architect en stedenbouwkundige
- Tina Jo Ellertson, geboren als Christina Jo Frimpong, (1982), Amerikaans voetbalster
- Dora Amy Elles, bekend als Patricia Wentworth, (1878-1961), Engels schrijfster
- Alberto Elli (1964), Italiaans wielrenner en ploegleider
- Afshin Ellian (1966), Nederlands rechtsgeleerde, filosoof en dichter van Iraanse komaf
- Robert Ellidge, bekend als Robert Wyatt, (1945), Brits musicus
- Yvonne Marianne Elliman (1951), Amerikaans zangeres
- Tio Ellinas (1992), Cypriotisch autocoureur
- Alice Minna Elisabeth Orlowski-Elling (1903-1976), Duits SS'er
- Christian Elling (1901-1974), Deens hoogleraar, kunsthistoricus en onderzoeker van architectuur
- Kurt Elling (1967), Amerikaans jazzvocalist en tekstschrijver
- Petrus Johannes (Piet) Elling (1897-1962), Nederlands architect
- Haakon Ellingsen (20e eeuw), Noors singer-songwriter
- Evan Taylor Ellingson (1988-2023), Amerikaans acteur
- Lindsay Ellingson (1986), Amerikaans model
- Edward Kennedy (Duke) Ellington (1899-1974), Amerikaans jazzmusicus, orkestleider en componist
- James Ellington (1985), Brits atleet
- Mercer Ellington (1919-1996), Amerikaans jazztrompettist, componist en arrangeur
- Mama Cass Elliot, pseudoniem van Ellen Naomi Cohen, (1941-1974), Amerikaans actrice en zangeres
- Jane Elliot (1947), Amerikaans actrice
- Philip James (Jim) Elliot (1927-1956), Amerikaans zendeling
- Gilbert Elliot-Murray-Kynynmound (1751-1814), Engels politicus en diplomaat
- Alison Elliott (1970), Amerikaans actrice
- Brennan Elliott (1975), Canadees acteur
- Christopher N. (Chris) Elliott (1960), Amerikaans acteur
- Damon William Elliott (1973), Amerikaans muziekproducent, muziekschrijver, zanger, componist en acteur
- David Elliott, Brits filmregisseur
- David James Elliott, pseudoniem van David William Smith, (1960), Canadees acteur
- Denholm Mitchell Elliott (1922-1992), Engels karakteracteur
- Emun Elliott (1983), Schots acteur
- Herb Elliott (1938), Australisch atleet
- Malcolm Elliott (1961), Brits wielrenner
- Marc Elliott (1979), Engels acteur
- Melissa Arnette (Missy 'Misdemeanor') Elliott (1971), Amerikaans zangeres, rapper, songwriter en muziekproducente
- Peter John Henry Elliott (1962), Brits middenlangeafstandsloper
- Ramblin' Jack Elliott, pseudoniem van Elliot Charles Adnopoz, (1931), Amerikaans country- en folkzanger
- Sam Elliott (1944), Amerikaans acteur
- Seamus Elliott (1934-1971), Iers wielrenner
- Shawn Elliott Santiago, Puerto Ricaans-Amerikaans acteur
- Stephen Elliott, pseudoniem van Elliott Pershing Stitzel, (1918-2005), Amerikaans televisie- en theateracteur
- Ted Elliott (1961), Amerikaans scriptschrijver
- William Clyde (Bill) Elliott (1955), Amerikaans autocoureur
- Thomas Elliott III, bekend als Thomas Jane, (1969), Amerikaans acteur
- Abraham George Ellis (1846-1916), Nederlands marineofficier en politicus
- Albert Ellis (1913-2007), Amerikaans cognitieve gedragstherapeut
- Alexander John Ellis (1814-1890), Engels filoloog en musicoloog
- Aunjanue Ellis (1969), Amerikaans actrice
- Bret Easton Ellis (1964), Amerikaans auteur
- Carson Friedman Ellis (1975), Amerikaans kunstenares
- Chris Ellis (1956), Amerikaans acteur
- Diane Ellis (1909-1930), Amerikaans actrice
- Greg Ellis (1968), Engels acteur
- Jack Ellis (1955), Brits acteur
- John Ellis (1710-1776), Brits linnenkoopman en natuuronderzoeker
- Maarten J.W.M. Ellis (1941), Nederlands rechtsgeleerde en Staatsraad
- Mitchell Herbert (Herb) Ellis (1921-2010), Amerikaans jazzgitarist
- Nelsan Ellis (1978), Amerikaans acteur en filmproducent
- Paul Ellis (1961), Amerikaans musicus
- Pee Wee Ellis (1941-2021), Amerikaanse jazz-, funk- en soulsaxofonist
- Philip Ellis (1992), Brits-Duits autocoureur
- Ruth Ellis (1926-1955), Brits moordenares
- Seger Ellis (1904-1995), Amerikaans jazzpianist, -zanger en -componist
- Tom Ellis (1978), Welsh acteur
- Warren Ellis (1965), Australisch violist en multi-instrumentalist
- Wilhelm Michel Ellis (1926-2003), Nederlands-Antilliaans bisschop
- William Webb Ellis (1806-1872), Engels rugbyspeler
- Sophie Ellis-Bextor (1979), Brits zangeres
- Adrian Ellison (1958), Brits stuurman bij het roeien
- Brady Ellison (1988), Amerikaans boogschutter
- Harlan Jay Ellison (1934), Amerikaans schrijver van sciencefiction en fantasy en criticus
- James Desmond Ellison (1980), Engels motorcoureur
- Lawrence Joseph (Larry) Ellison (1944), Amerikaans ondernemer
- Mary Lillian Ellison, bekend als The Fabulous Moolah, (1923-2007), Amerikaans worstelaarster
- Ralph (Waldo) Ellison (1913-1994), Afro-Amerikaans schrijver
- Eduard Ellman-Eelma (1902-1941), Ests voetballer
- Rolf Ellmer, bekend als Jam El Mar, (1963), Duits concertgitarist en muziekproducent
- Beñat Intxausti Elloriaga (1986), Spaans wielrenner
- Roger Jon Ellory (1965), Brits thrillerschrijver
- Lee Earle (James) Ellroy (1948), Amerikaans misdaadschrijver en essayist
- Daniel Ellsberg (1931-2023), Amerikaans defensieanalist
- Cliff Ellsworth (1993), Nederlands atleet
- Jacques Ellul (1912-1994), Frans socioloog en theoloog
- Thomas Ellwood (1639-1713), Engels schrijver

## Elm

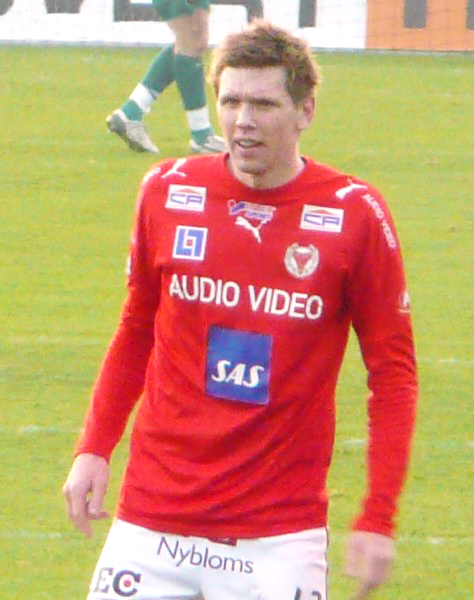
David Elm

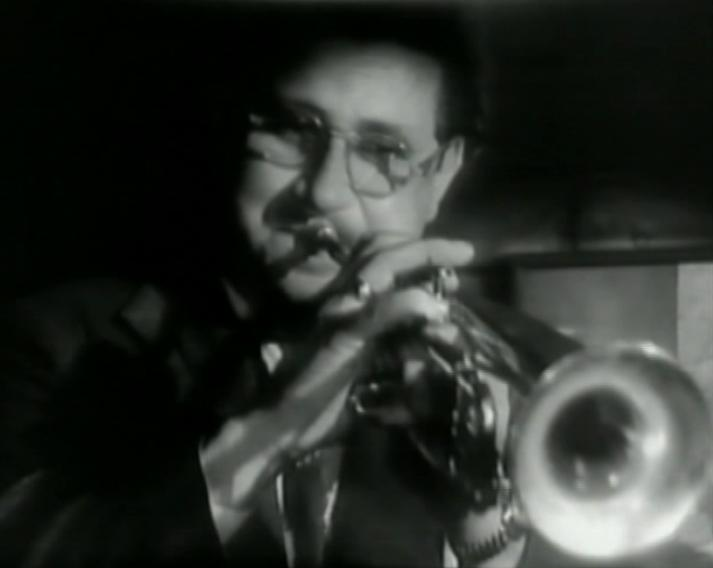
Ziggy Elman (in 'The Fabulous Dorseys', 1947)

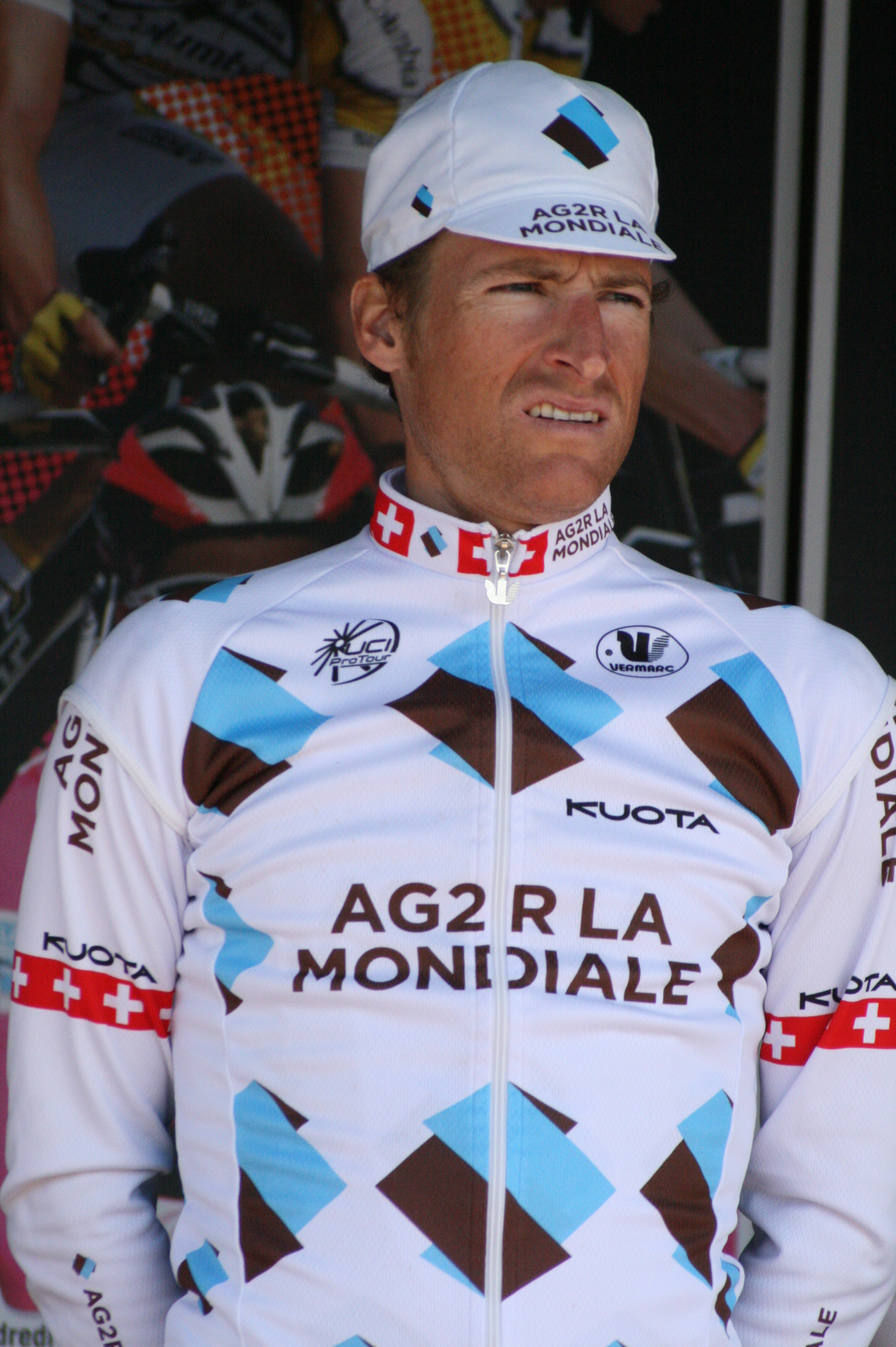
Martin Elmiger

- David Elm (1983), Zweeds voetballer
- Rasmus Christoffer Elm (1988), Zweeds voetballer
- Steven Elm (1975), Canadees schaatser
- Viktor Sebastian Elm (1985), Zweeds voetballer
- Ali Muhammed Ali El-Maak (1937-1992), Sudanees schrijver en hoogleraar
- Mohamed El Makrini (1987), Nederlands voetballer van Marokkaanse komaf
- Gad Elmaleh (1971), Marokkaans-Canadees cabaretier en acteur
- Ziggy Elman, pseudoniem van Harry Aaron Finkelman, (1914-1968), Amerikaans jazztrompettist, trombonist, klarinettist, saxofonist en bigband-leider
- Johan Erik Calvin Elmander (1981), Zweeds voetballer
- Jam El Mar, pseudoniem van Rolf Ellmer, (1963), Duits concertgitarist en muziekproducent
- Youssaf El Marnissi (1976), Marokkaans autocoureur
- Hasna El Maroudi (1985), Nederlands publiciste van Marokkaanse komaf
- Ferdi Elmas (1985), Turks-Nederlands voetballer
- Fevzi Elmas (1983), Turks voetballer
- Khalid El-Masri (1963), Duits burger en terreurverdachte
- Mehdi El Mazouari El Glaoui (1956), Frans acteur
- Ruud Elmendorp (1961), Nederlands correspondent
- Uncle Elmer, pseudoniem van Stan Frazier, (1937-1992), Amerikaans worstelaar
- Martin Elmiger (2978), Nederlands wielrenner
- Ajouad El Miloudi (1987), Nederlands tv- en radiopresentator
- Soelejman Elmoerzajev (ca. 1974-2007), commandant van het verzet in Tsjetsjenië
- Dex Elmont (1984), Nederlands judoka
- Guillaume Ricaldo Elmont (1981), Nederlands judoka
- Ricardo Elmont (1954), Surinaams judoka
- Éric Elmosnino (1964), Frans acteur en muzikant
- Hassan El Mouataz (1981), Marokkaans voetballer
- Abdelkader El Mouaziz (1969), Marokkaans langeafstandsloper
- Khalil El Moumni (1941), Marokkaans imam
- Karim El Mourabet (1987), Frans voetballer
- Samir El Moussaoui (1986), Nederlands voetballer
- Nawal El Moutawakel (1962), Marokkaans atlete
- Antonius Theodorus van Elmpt (1866-1953), Nederlands architect
- Erik Elmsäter (1919-2006), Zweeds atleet en Noords skiër
- Brittany Elmslie (1994), Australisch zwemster

## Eln
- K.N. Elno, pseudoniem van Karel Horemans, (1920-1993), Vlaams docent kunstonderwijs, kunstcriticus en publicist

## Elo
- Árpád Emrick Élo (1903-1992), Hongaars-Amerikaans natuurkundige en schaker
- Felix Elofsson (1995), Zweeds freestyleskiër
- Oskar Elofsson (1998), Zweeds freestyleskiër
- Damien Éloi (1969), Frans tafeltennisser
- Wagneau Eloi (1973), Frans-Haïtiaans voetballer
- Eloise Sophie Beatrix Laurence gravin van Oranje-Nassau, jonkvrouw van Amsberg (2002), Nederlands gravin
- François Herbert Endene Elokan (1978), Kameroens voetballer
- Gabriel Elorde (1935-1985), Filipijns bokser
- Maria Gloria Benavides Guevara de Elorriaga, bekend als Subcommandante Elisa, (1955), Mexicaans militaire en activiste
- Francisco Javier (Javier) Elorriaga Iturriagagoitia (1947), Spaans wielrenner
- Tania Elosegui (1981), Spaans golfspeelster
- Ahmed Boughéra El Ouafi (1898-1959), Algerijns-Frans atleet
- Fehd El Ouali (1986), Nederlands acteur van Marokkaanse komaf
- Nabil Elouahabi (1975), Brits acteur
- Kosso Eloul (1920-1995), Israëlisch-Canadees beeldhouwer
- Cornelis Elout (1714-1779), Haarlems regent, verzamelaar en bestuurder
- Cornelis Theodorus Elout (1767-1841), Nederlands politicus
- Johanna Madeleine (Nancy) Selliger-Elout (1875-1957), Nederlands jeugdschrijver en theosoof
- Marie Jeanette Sophie (Mies) Elout-Drabbe (1875-1956), Nederlands schilderes en tekenares
- Eloy, pseudoniem van Luis Eloy Hernández del Valle, (1991), Puerto Ricaans reggaetónartiest

## Elp
- Adrianus Bernardus Antonius (Arie) Elpert, bekend als Haring Arie, (1923-1995), Nederlands crimineel en pooier

## Elr

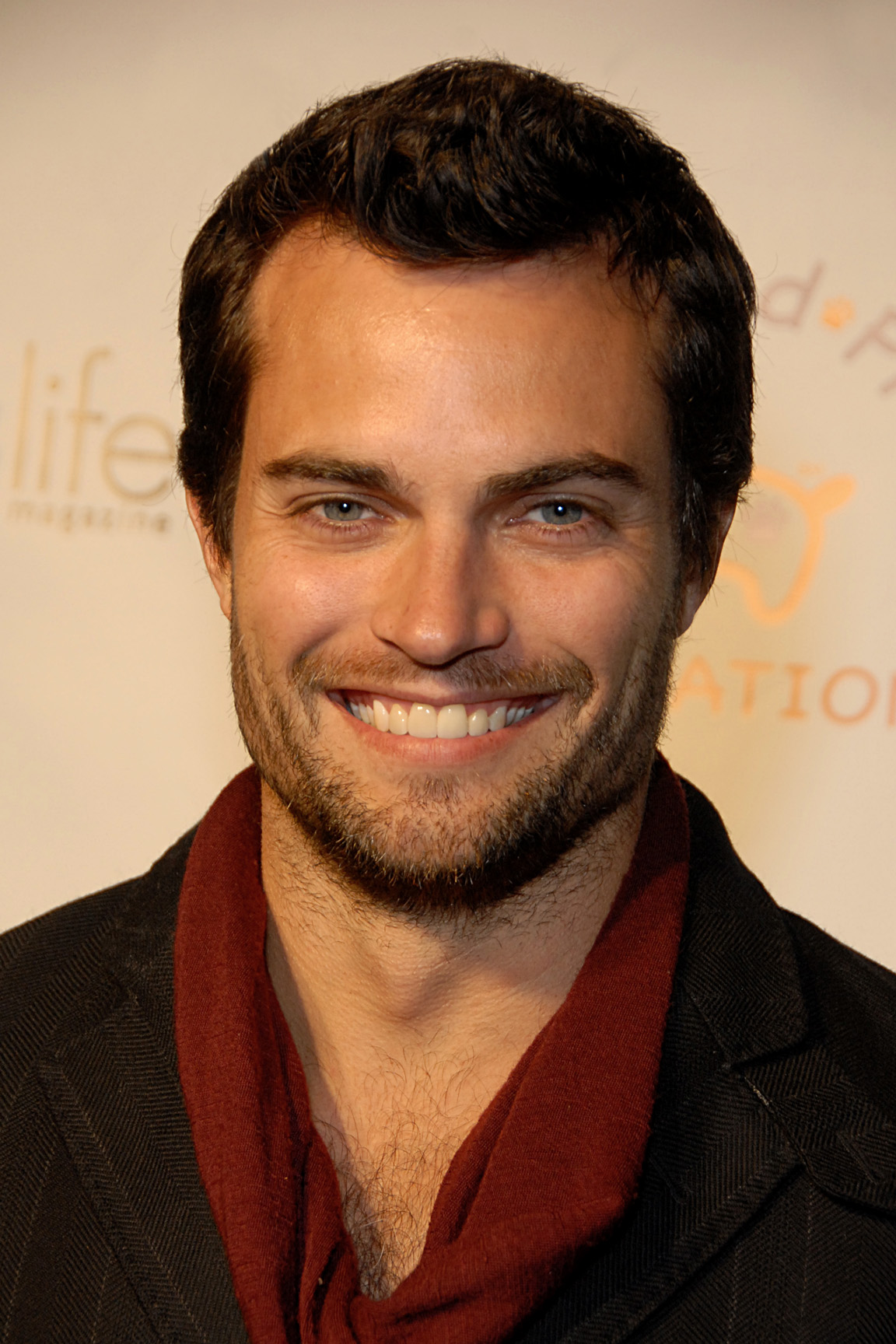
Scott_Elrod, 2010

- Abd el-Rahman (680-732), Jemenitisch emir van Al-Andalus
- Lenin el-Ramly (1945), Egyptisch schrijver en regisseur van komedies voor toneel, film en televisie
- Zofia Miriam Franciska (Zosja) El Rhazi (1981), Nederlands zangeres en stemdocente
- Ahmad Elrich (1981), Australisch voetballer van Libanese komaf
- Scott Elrod (1975), in Duitsland geboren Amerikaans acteur

## Els
- Ernie Els (1969), Zuid-Afrikaans golfer
- Joep van Els (1990), Nederlands honkballer
- Susanne van Els (1963), Nederlands altvioliste
- Nawal el Saadawi (1931), Egyptisch gynaecologe, schrijfster en politiek activiste
- Tarek El Said (1978), Egyptisch voetballer
- Abdel Zaher El Sakka (1974), Egyptisch voetballer
- Ibrahim el-Salahi (1930), Soedanees kunstschilder en politicus
- El Salmonete (1962), Spaans flamencozanger
- El Sami, pseudoniem van Josep Samitier i Vilalta, (1902-1972), Spaans voetballer
- El Santo, pseudoniem van Rodolfo Guzmán Huerta, (1917-1984), Mexicaans worstelaar en acteur
- Paul Robert Ferdinand (Ferdi) Elsas (1942-2009), Nederlands crimineel en ingenieur
- Ahmed El Sayed (1980), Egyptisch voetballer
- Nader El-Sayed (1972), Egyptisch voetbaldoelman
- Alfred Elsen (1850-1914), Belgisch kunstschilder
- Ann Van Elsen (1979), Vlaams model en presentatrice
- Frans Elsen (1934-2011), Nederlands jazzpianist, -componist en arrangeur
- Gerlacus van den Elsen (1853-1925), Nederlands pater
- Jetske van den Elsen (1972), Nederlands televisiepresentatrice
- Johannes (Joop) van Elsen (1916-2006), Nederlands militair, politicus en verzetsstrijder
- Nicolaas Willem Elsen (1915-1995), Nederlands bestuurder
- Ron Elsen, Nederlands voetbaltrainer
- Thomas Carolus Maria Alphonsus Elsenburg (1920-2000), Nederlands advocaat en politicus
- Theodorus (Ted) Elsendoorn (1938-2006), Nederlands politicus en ondernemer
- Rudolf Elsener (1952), Zwitsers voetballer
- Johanna Isidoro Eugenia Schouten-Elsenhout (1910-1992), Surinaams dichteres
- Mohammed al-Rida bin Sayyid Hasan ar-Rida al-Mahdi el Senoessi (1962), Libisch troonpretendent
- Johan Elsensohn (1884-1966), Nederlands acteur en toneelschrijver
- Johann Georg (Georg) Elser (1903-1945), Duits meubelmaker en verzetsstrijder
- Abraham Elsevier (1592-1652), Nederlands uitgever
- Aegidius Elsevier (ca. 1570-1651), Nederlands boekhandelaar en koopman
- Bonaventura Elsevier (1583-1652), Nederlands boekhandelaar en boekdrukker
- Isaäc Johannes Rammelman Elsevier (1770-1841), Nederlands edele en gezaghebber van Curaçao
- Isaäc Johannes Rammelman Elsevier (1802-1877), Nederlands koloniaal bewindsman
- Lodewijk Elsevier (ca. 1540-1617), Nederlands uitgever
- Matthijs Elsevier (ca. 1564-1640), Nederlands boekhandelaar en boekdrukker
- Stephan El Shaarawy (1992), Italiaans voetballer
- Adam Elsheimer (1578-1610), Duits-Italiaans kunstschilder
- Rafael Robert Christopher (Ralf) Elshof (1962), Nederlands wielrenner
- Jeroen Elshoff (1977), Nederlands voetbalcommentator
- Andreas Elsholz (1972), Duits acteur
- Kurt Elshot (1977), Nederlands voetballer
- Paul Elshout (1949), Nederlands kunstenaar
- Anne Jannes Elsinga (1908-1943), Nederlands collaborateur
- Folkert Elsinga (1925-1945), Nederlands verzetsstrijder
- Henk Elsink (1935-2017), Nederlands cabaretier en schrijver
- John Wladimir Elskamp (1962), Surinaams schrijver
- Max Elskamp (1862-1931), Belgisch dichter
- Eduard (Ed) van der Elsken (1925-1990), Nederlands fotograaf en cineast
- Van den Elsken, bekend als Kolonel Borremans, (ca. 1804), Belgisch revolutionair
- Bartholomeus Christianus (Bart) van Elsland (1954-2007), Nederlands ondernemer
- Renaat Van Elslande (1916-2000), Belgisch staatsman
- Meester van Elsloo (15e eeuw), Nederlands beeldhouwer
- Marko Elsner (1960), Sloveens voetballer
- Frode Elsness (1973), Noors schaker
- Andrea Elson (1969), Amerikaans actrice
- Francisco Marinho Robby Elson (1976), Nederlands basketballer
- Jamie Elson (1981), Engels golfer
- Willem Elsschot, pseudoniem van Alphonsus Josephus de Ridder, (1882-1960), Belgisch schrijver en dichter
- André van der Elst (1853-1913), Nederlands politicus
- Eric Walter Elst (1936-2022), Vlaams astronoom
- Franz-Peter Tebartz-van Elst (1959), Duits geestelijke en bisschop
- Hendrik Frederik van der Elst (1823-1859), Nederlands politicus
- Koenraad Elst (1959), Vlaams wetenschapper
- Neel van der Elst (1956), Nederlands zangeres
- Werenfried van Elst (+760), Iers prediker en heilige
- Anne Karin Elstad (1938-2012), Noors schrijfster
- Nedly Elstak (1931-1989), Nederlands jazzcomponist, -trompettist en -pianist
- Paul Roger Elstak (1966), Nederlands hardcore-diskjockey, muziekproducent en labeleigenaar
- Yngwe Elstak, Surinaams militair en eerste bevelhebber (1975-1980)
- Jon Elster (1940), Noors econoom en politicoloog
- Rik Elstgeest, bekend als Eckhardt, (1979), Nederlands zanger, singer-songwriter, drummer, theatermaker en acteur
- Willem (Wim) Elsthout (1963), Nederlands politicus
- Adolf Van Elstraete (1862-1939), Belgisch kunstschilder
- Harry-Arnold Elstrøm (1906-1993), Belgisch beeldhouwer, medailleur, tekenaar, schilder en docent in het kunstonderwijs
- Michel Van Elsué (1920), Belgisch wielrenner

## Elt

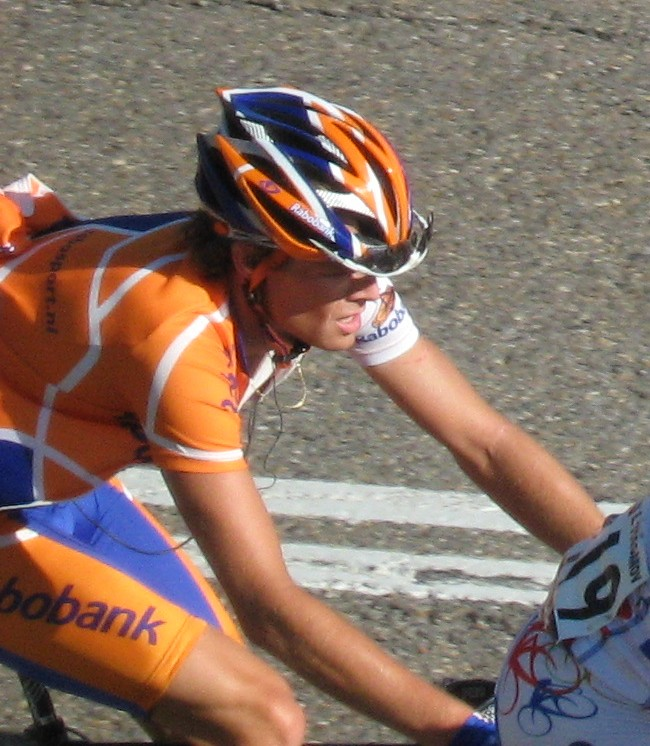
Theo Eltink (2008)

- Heidi El Tabakh (1986), Canadees tennisspeelster
- Fouad El Taher (1965), Egyptisch schaker
- Hartog (Harry) Elte, bekend als Harry Elte Phzn, (1880-1944), Nederlands architect
- Elisabeth Frederica Kruseman van Elten (1876-onbekend), Nederlands-Frans kunstschilderes
- Hendrik Dirk Kruseman van Elten (1829-1904), Nederlands kunstschilder
- Liutgard van Elten (ca. 953-ca. 1000), Frankisch edelvrouw en abdis
- Herman van Elteren (1928-2023), Nederlands kunstenaar en acteur
- Jan van Eltham (1316-1336), graaf van Cornwall (1328-1336)
- Jacco Eltingh (1970), Nederlands tennisser
- Theo Eltink (1981), Nederlands wielrenner
- Benjamin Charles (Ben) Elton (1959), Brits schrijver en komiek
- Paul von Eltz-Rübenach (1875-1943), Duits edelman en minister

## Elu
- Paul Éluard, pseudoniem van Eugène Émile Paul Grindel, (1895-1952), Frans dichter
- Theys Hiyo Eluay (1937-2001), Indonesisch politicus
- Elulu (22e eeuw v.Chr.), koning van het Akkadische rijk
- Gorka Elustondo Urkola (1987), Spaans voetballer

## Elv
- Paul Tétar van Elven (1823-1896), Nederlands kunstschilder en kunstverzamelaar
- Peter Joseph Elvenich (1796-1886), Duits theoloog en filosoof
- Peter Elverding (1948), Nederlands topfunctionaris
- Nacho Elvira (1987), Spaans golfer

## Elw
- Mimoun El Walid (1959), Marokkaans-Berbers musicus, schrijver en dichter
- Ivan Simon Cary (Cary) Elwes (1962), Engels filmacteur

## Ely

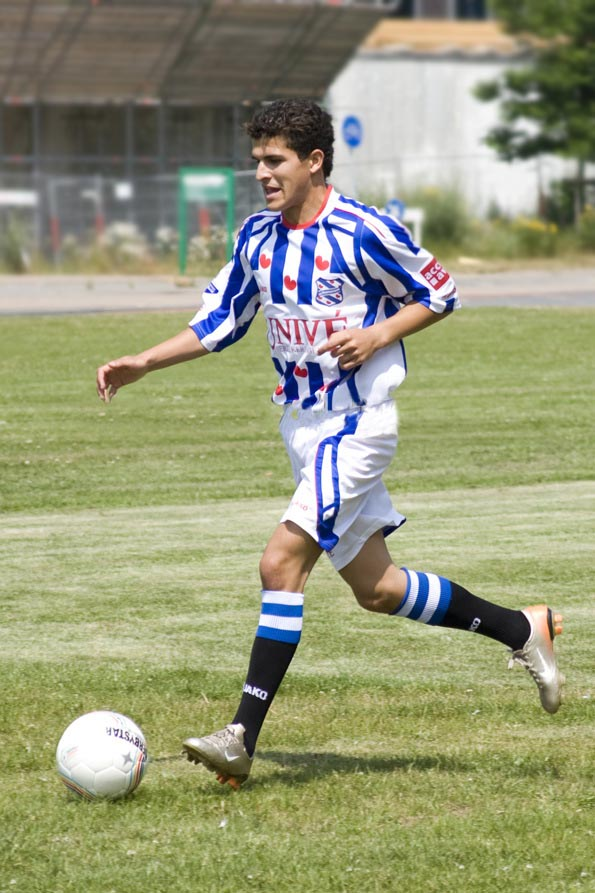
Tarik Elyounoussi

- Eugene Burton Ely (1879-1911), Amerikaans luchtvaartpionier
- Mohammed El Yaagoubi (1977), Marokkaans voetballer
- Elyesa, islamitisch profeet (Koran)
- Elymas, Joods tovenaar en een valse profeet (Hebreeuwse Bijbel)
- Mamoun Elyounoussi (1987), Nederlands acteur van Marokkaanse komaf
- Tarik Elyounoussi (1988), Noors voetballer
- Odýsseas Elýtis, pseudoniem van Odysséas Alepoudélis, (1911-1996), Grieks dichter

## Elz

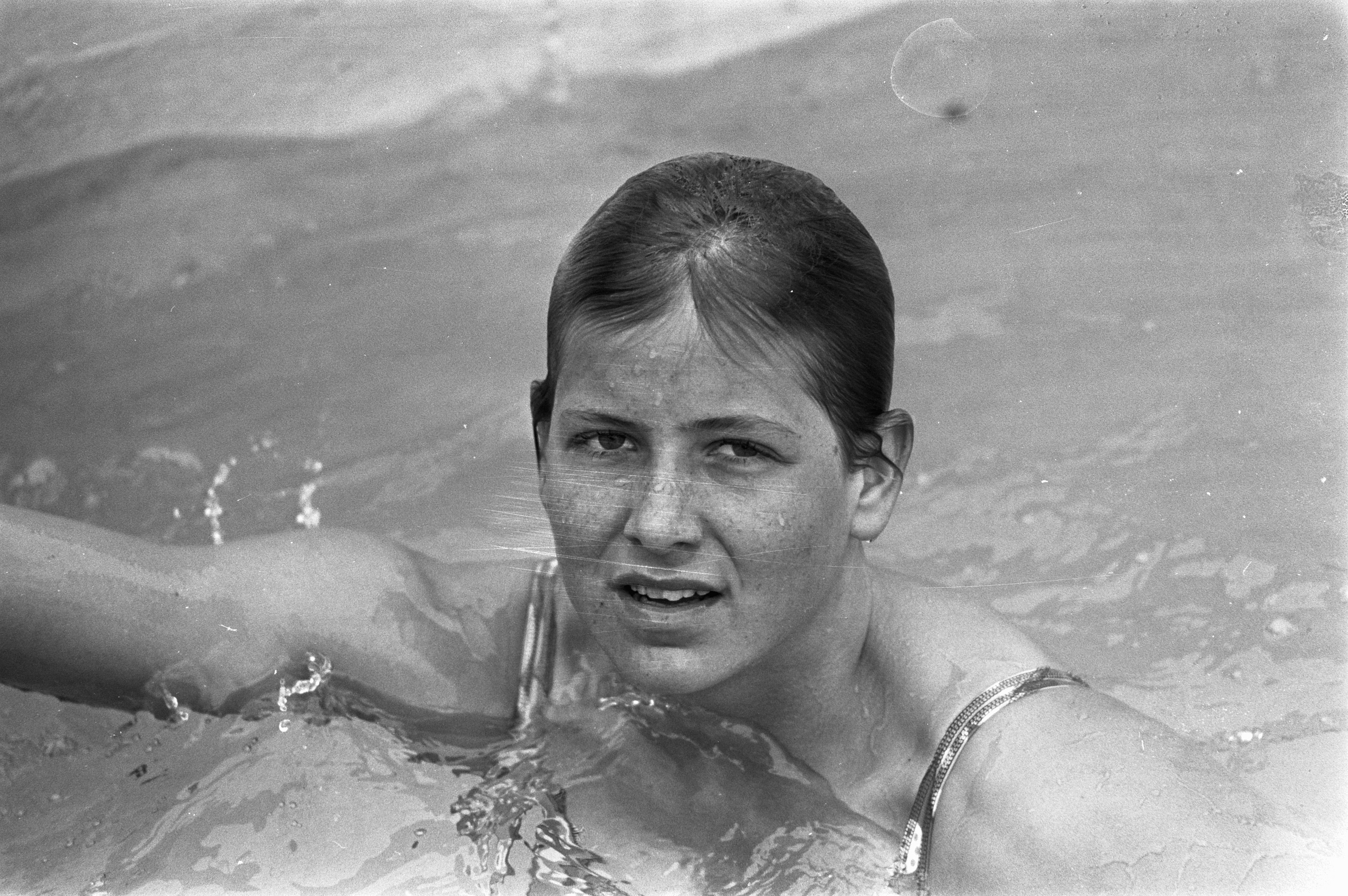
Josien Elzerman

- Ali Mabrouk El Zaidi (1978), Libisch middellange- en langeafstandsloper
- Janine van Elzakker (1945-2019), Nederlands actrice
- Diederik van de Elzas (ca. 1099-1168), Graaf van Vlaanderen, Graaf van Artesië en Graaf van Zeeland (1128-1168)
- Filips van de Elzas (1142-1191), Graaf van Vlaanderen (1168-1191), Graaf van Zeeland (1168-1191), Graaf van Artesië (1168-1180), Graaf van Vermandois (1167-1191), Graaf van Valois (1167-1185)
- Gerard van den Elzas (12e eeuw), Zuid-Nederlands proost en kanselier
- Hugo, hertog van de Elzas (ca. 855-895), Hertog van Elzas (867-895)
- Margaretha van de Elzas (ca. 1140-1194), Gravin van Vlaanderen (1191-1194) en Gravin van Zeeland
- Mattheüs I van de Elzas (ca. 1138-1173), Graaf van Boulogne (1160=1173)
- Odilia van de Elzas (ca. 660-720), Frans heilige
- Marinus Jacobus (Rinie) van den Elzen (1961), Nederlands stemacteur en zanger
- Rémi van der Elzen (1960), Nederlands presentatrice en verslaggeefster
- Staf Van Elzen (1915-1987), Belgisch kunstschilder
- Ties Elzenga (1947), Nederlands burgemeester
- Hendrik (Henk) Elzer (1932-2011), Nederlands voetballer
- Ellen Louise Elzerman (1971), Nederlands zwemster
- Henk Elzerman (1958), Nederlands zwemmer
- Huub Elzerman (1944), Nederlands bestuurder en journalist
- Johan Reindert (Hans) Elzerman (1954), Nederlands zwemmer en zwemtrainer
- Josina Alida (Josien) Elzerman (1956), Nederlands zwemster
- Ingeborg Elzevier (1936-2025), Nederlands actrice
- Louis Elzevier (ca. 1540-1617), Nederlands uitgever
- Nabil El Zhar (1986), Marokkaans-Frans voetballer
- Arthur (Tuur) Elzinga (1969), Nederlands politicus en activist
- Douwe Jan Elzinga (1950), Nederlands hoogleraar staatsrecht
- Jan Elzinga (ca. 1950), Nederlands burgemeester
- Peter Elzinga (1981), Nederlands handboogschutter
- Richard Elzinga (1969), Nederlands voetballer
- Sake Elzinga (1959), Nederlands fotograaf en fotojournalist
- Wilfried Elzinga (1969), Nederlands voetballer
- Charles Louis Marie Adrien Thierry Ghislain, Graaf Cornet d'Elzius d'Espiennes du Chenoy de Wal (1922-2006), Waals politicus en bosbouwkundige